# Central Pacific Hurricane Center
Das Central Pacific Hurricane Center (CPHC) des National Weather Service der Vereinigten Staaten ist das von der World Meteorological Organization bestimmte Regional Specialized Meteorological Centre, das für die Beobachtung und das Ausgeben von Warnungen vor tropischen Wirbelstürmen im mittleren Pazifischen Ozean verantwortlich ist. Die Institution befindet sich auf dem Campus der University of Hawaii at Manoa in Honolulu im US-Bundesstaat Hawaii.

## Aufgaben
Das CPHC ersetzt seit der Saison 1970 das Hurricane Warning Center. Seitdem werden von dort aus Warnungen und Erklärungen zu den tropischen Stürmen herausgegeben. Es wird durch das Vorhersagebüro in Honolulu informiert, wenn sich ein Sturm bildet oder auf die Central Pacific Region zukommt. Diese Region liegt nördlich des Äquators zwischen dem 140. Grad westlicher Länge bis zur Datumsgrenze; damit umfasst der Verantwortungsbereich 5 Millionen Quadratmeilen. Das Verantwortungsgebiet für die Seewettervorhersage umfasst 11 Millionen Quadratmeilen auf dem Pazifik nördlich und südlich des Äquators.

## Namensgebung
Das Central Pacific Hurricane Center nutzt traditionelle hawaiische Namen für Hurrikanes. Für die Namensgebung gibt es vier Listen. Sobald die Namen der ersten Liste erschöpft sind, werden die Namen der zweiten Liste genutzt. Im Gegensatz zu den Namen der Listen im östlichen Atlantik und Pazifik wird zu Jahresbeginn die Liste des Vorjahres mit dem nächsten Namen fortgesetzt. Wenn die vierte Liste ausgeschöpft ist, werden wieder die Namen der ersten Liste gewählt.
| Liste 1 | Liste 2 | Liste 3 | Liste 4 |
| ------- | ------- | ------- | ------- |
| Akoni   | Aka     | Alika   | Ana     |
| Ema     | Ekeka   | Ele     | Ela     |
| Hana    | Hali    | Huko    | Halola  |
| Io      | Iolana  | Iopa    | Iune    |
| Keli    | Keoni   | Kika    | Kimo    |
| Lala    | Li      | Lana    | Loke    |
| Moke    | Mele    | Maka    | Malia   |
| Nele    | Nona    | Neki    | Niala   |
| Oka     | Oliwa   | Oleka   | Oko     |
| Peke    | Paka    | Peni    | Pali    |
| Uleki   | Upana   | Ulia    | Ulika   |
| Wila    | Wene    | Wali    | Walaka  |